# Saman (distrito)
Saman é um distrito localizado na província de Azángaro, região de Puno, Peru.

## Transporte
O distrito de Saman é servido pela seguinte rodovia:
- PU-113, que liga a cidade de Juliaca  ao distrito de Azángaro
- PE-34B, que liga o distrito de Juliaca à cidade de Ayapata [1][2][3]